# Carlos Rodríguez Pastor Mendoza
Carlos Rodríguez-Pastor Mendoza (Lima, 1934-Detroit, Míchigan, 5 de agosto de 1995) fue un abogado, político y empresario peruano.

## Biografía
Hijo del exministro de Educación Carlos Rodríguez Pastor y Ernestina Mendoza Larrauri. 
Se graduó como abogado en la Pontificia Universidad Católica del Perú. Estudió un máster en Derecho Comparado en la Universidad de Nueva York. Realizó estudios de Economía en el Centro de Estudios Monetarios Latinoamericanos de México, de Análisis Financiero en el Fondo Monetario Internacional y de Administración Financiera y Crediticia en la Universidad Stanford.
Se casó con Haydée Persivale, con quien tendría a Carlos Rodríguez-Pastor Persivale.
Trabajó en el Senado del Perú de 1951 a 1960.
En 1961 comenzó a trabajar en el Banco Central de Reserva del Perú, en donde ocupó los cargos de secretario (1961-1964), subgerente (1964-1966), gerente (1966-1967) y gerente general (1967-1968). Durante su gestión se produjo el golpe militar del 3 de octubre de 1968, por lo que dejó el país y se mudó a EE. UU. 
Continuó con su carrera en bancos uniéndose en 1969 a Wells Fargo International Bank, donde llegó a ser vicepresidente de la División de Mercados Globales de Wells Fargo, así como presidente del directorio de Wells Fargo Internacional Investment Corporation, Wells Fargo Latin American Bank y Wells Fargo Asia. Fue también miembro del directorio de las filiales en Londres y Hong Kong. Dejó la firma en 1982.
En 1990, adquirió la sucursal en Lima del Bank of América de Nueva York, que transformaría en el Banco Interamericano. En 1994, adquirió en subasta pública el 91 % de Interbank (antiguo Banco Internacional del Perú) por 51 millones de dólares.
En 1990, fue asesor de Alberto Fujimori junto con Hernando de Soto y Carlos Boloña.
En 1995, murió víctima de un paro cardiaco en Detroit, Míchigan.

## Ministro de Economía y Finanzas
En 1983, fue llamado por el presidente peruano, Fernando Belaúnde Terry, y el presidente del Consejo de Ministros, Fernando Schwalb López-Aldana, para ser el titular del Ministerio de Economía y Finanzas. 
Como una de sus primeras medidas, acordó un plan con el Fondo Monetario Internacional en febrero de 1983 para hacer ajustes en la política económica como la eliminación de subsidios.
Renunció cuando negociaba la reprogramación de la deuda externa de corto y mediano plazo en medio de una crisis política y estando a punto de lograr un entendimiento con los acreedores.